# Rhopaliella bicolorata
Rhopaliella bicolorata är en skalbaggsart som först beskrevs av Monné 1989.  Rhopaliella bicolorata ingår i släktet Rhopaliella och familjen långhorningar. Inga underarter finns listade i Catalogue of Life.